# K-Bygg
K-Bygg är en byggvaruhuskedja i Sverige, ägt av finländska Kesko. K-Bygg har cirka 50 varuhus varav cirka 40 har e-handel på nätet. Varuhusen har ett urval av byggmaterial, verktyg, maskiner, målarfärg och hustillbehör.

## Varuhus
Varuhus (med e-handel)
- K-Bygg Bollnäs
- K-Bygg Eskilstuna
- K-Bygg Flen
- K-Bygg Funäsdalen
- K-Bygg Hisings backa
- K-Bygg Huskvarna
- K-Bygg Härnösand
- K-Bygg Jönköping
- K-Bygg Katrineholm
- K-Bygg Kramfors
- K-Bygg Linköping
- K-Bygg Mellerud
- K-Bygg Mjölby
- K-Bygg Motala
- K-Bygg Norrköping
- K-Bygg Norsjö
- K-Bygg Rimforsa
- K-Bygg Segeltorp
- K-Bygg Färingsö Trä (Skå)
- K-Bygg Sollefteå
- K-Bygg Sorunda
- K-Bygg Storuman
- K-Bygg Strömsund
- K-Bygg Sundsvall
- K-Bygg Söderhamn
- K-Bygg Tullinge
- K-Bygg Töreboda
- K-Bygg Liared (Ulricehamn)
- K-Bygg Ulricehamn
- K-Bygg Umeå
- K-Bygg Undersåker - Åre
- K-Bygg Vadstena
- K-Bygg Vaxholm
- K-Bygg Vetlanda
- K-Bygg Vilhelmina
- K-Bygg Vingåker
- K-Bygg Västerås
- K-Bygg Åtvidaberg
- Gärdin & Persson Östersund
- K-Bygg Östersund

Andra varuhus (utan e-handel)
- K-Bygg Söderköping
- K-Bygg Frövi
- K-Bygg Föllinge
- K-Bygg Segeltorp (Lövbacksvägen)
- K-Bygg Tullinge (Mekanikervägen)
- K-Bygg Vallentuna (Cederdalsvägen)
- K-Bygg Västberga
- K-Bygg Örebro